# Phil Brown (labdarúgó)
Philip „Phil” Brown  (South Shields, Tyne and Wear, 1959. május 30. –) angol labdarúgó, edző.

## Pályafutása

### Játékosként
Labdarúgóként jobbszélső hátvéd poszton több mint 600 mérkőzésen lépett pályára tizennyolc év alatt, de soha sem játszott az első osztályban. Hét idényben a Hartlepool United csapatában játszott, majd rövid ideig a Halifax Town csapatát erősítette. Ezt követte hat év a Bolton Wanderers színeiben, amelyik csapattal 1989-ben megnyerte a Sherpa Van Trophy-t (mai nevén Johnstone's Paint Trophy). 1994-ben leszerződött a Blackpool csapatához, ahol két idényben szerepelt Sam Allardyce vezetése alatt.

### Edzőként
Brown először a Bolton játékosaként kezdett edzői feladatot ellátni. Első komolyabb megbízása még a Blackpool játékosaként volt, ahol Sam Allardyce vezetőedző asszisztense volt. Játékos pályafutásának vége után visszatért a Bolton csapatához, immáron Colin Todd vezetőedző asszisztenseként. Todd távozása után 1999-ben – amíg új vezetőedzőt nem neveztek ki – Brown ideiglenes vezetőedzővé lépett elő öt mérkőzés erejéig.

#### Derby County
Vezetőedzőnek először 2005-ben nevezték ki a Derby County élére, ahol George Burley-t váltotta. Az egyesületnél eltöltött ideje sikertelennek tekinthető, hiszen kinevezése után hét hónappal már el is bocsátották. A Derby County a 19. helyet foglalta el távozásakor a bajnokságban.

#### Hull City
Brown-t 2006. október 27-én nevezték ki a Hull City pályaedzőjének Phil Parkinson vezetőedző irányítása alatt. Miután Parkinson-t menesztették, mivel a Hull City a 22. helyre süllyedt a Championship-ben, 2006. december 4-én Colin Murphy-vel közösen a csapat ideiglenes vezetőedzői lettek. Miután a két vezetőedző hat mérkőzés alatt – három győzelemmel és egy döntetlennel – sikeresen kihozta a csapatot a kiesőzónából, Brown-t 2007. január 4-én kinevezték állandó vezetőedzőnek.

##### Championship és a feljutás
Brown a 2006-2007-es idényben sikeresen benntartotta a csapatot a másodosztályban, majd a következő idényben, miután harmadik helyen végzett a csapat, eljutott egészen a rájátszás döntőjéig, amit a Bristol City ellen 2008. május 24-én a csapat megnyert. Ezzel az egyesület 104 éves történelmében először jutott fel az első osztályba. Brown ez így írta le: "a legjobb nap az életemben, efelől semmi kétség".

##### Premier League
Brown 2008. augusztus 16-án három évre szóló szerződést írt alá a Hull City-vel, amit a Premier League első hetén írt alá, amikor 2–1-re legyőzték a Fulham csapatát. Szeptember 28-án Brown 2–1-es győzelemre vezette csapatát az Arsenal ellen. Ez volt az Arsenal addigi második veresége az Emirates-ben. Ezután a tabella alján szerénykedő Tottenham Hotspur ellen nyert 1–0-ra, majd a frissen feljutó West Bromwich Albion-t megverték 3–0-ra. Ezután Brownt megválasztották a Premier League szeptemberi vezetőedzőjének.
Az első kilenc mérkőzés után a Hull hat győzelemmel a tabella harmadik helyét foglalta el, és csak a Liverpool és az Arsenal előzte meg jobb gólkülönbséggel.
Az idény hátralevő része már nem volt ilyen könnyű Brown számára, hiszen a csapat alig gyűjtött pontokat, pedig további pontok szerzése szükséges lett volna a bennmaradáshoz. Ráadásul az Angol labdarúgó-szövetség Brownt többször megbüntette helytelen magatartásáért.
2009. május 24-én, annak ellenére, hogy 1–0-ra kikaptak a Manchester United-től, mégis sikerült bennmaradniuk a Premier League-ben, hiszen a Newcastle United is kikapott az Aston Villa-tól. A Hull City 17.-ként fejezte be a bajnokságot, egy ponttal a Newcastle előtt.
2009 nyarán Brown új igazolásokkal igyekezett megerősíteni csapatát. Megpróbálta leigazolni a volt angol válogatottat, Michael Owent, valamint Hull City volt játékosát, Fraizer Campbellt csapatához, sikertelenül. Viszont sikeresen leigazolta Seyi Olofinjanát, Jozy Altidore-t (kölcsönbe kapta őket a Villarrealtól), Kamel Ghilast, Stephen Huntot, Paul McShane-t, és Ibrahima Sonkót (őket a Stoke Citytől kapta kölcsönbe), miután Michael Turner a Sunderland AFC csapatához távozott. 2009. szeptember 3-án a szerződés nélküli Jan Vennegoor of Hesselink-et is leigazolta.
Mivel a csapat rosszul kezdte a bajnokságot, Brown helyzete 2009 novemberében megingott ugyan, de az ezt követő négy meccsen szerzett nyolc pont megszerzése továbbra is stabilnak tűnt a vezetőedzői posztja. A csapat azonban négy vereség után a kiesési zónába jutott, ezért Brownt 2010. március 15-én felfüggesztették vezetőedzői tevékenységéből. Az utolsó tizenöt mérkőzés alatt Brown csak egy meccset nyert meg és csak ötöt az idényben. Szerződését véglegesen 2010. június 7-én bontották fel, amikor már a Hull kiesett a bajnokságból Iain Dowie, az új vezetőedző irányítása alatt.

#### Preston North End
2011. január 6-án a Preston North End bejelentette, hogy Brown lesz az új vezetőedző Darren Ferguson menesztése után. Sajnos, a Preston North End-et már nem sikerült benn tartania a másodosztályban.

## Edzői statisztika
2021. május 8-án lett frissítve.
| Csapat                                   | Nemzet   | –tól                 | –ig                | Mérkőzések | Mérkőzések | Mérkőzések | Mérkőzések | Mérkőzések |
| Csapat                                   | Nemzet   | –tól                 | –ig                | M          | Gy         | V          | D          | Gy %       |
| ---------------------------------------- | -------- | -------------------- | ------------------ | ---------- | ---------- | ---------- | ---------- | ---------- |
| Bolton Wanderers (ideiglenes vezetőedző) | Anglia   | 1999. szeptember 22. | 1999. október 19.  | 6          | 4          | 1          | 1          | 66,7       |
| Derby County                             | Anglia   | 2005. június 24.     | 2006. január 30.   | 33         | 7          | 14         | 12         | 21,2       |
| Hull City                                | Anglia   | 2006. december 4.    | 2010. március 15.  | 157        | 52         | 40         | 65         | 33,1       |
| Preston North End                        | Anglia   | 2011. január 6.      | 2011. december 14. | 51         | 15         | 15         | 21         | 29,4       |
| Southend United                          | Anglia   | 2013. március 25.    | 2018. január 17.   | 251        | 98         | 65         | 88         | 39,0       |
| Swindon Town                             | Anglia   | 2018. március 12.    | 2018. november 11. | 32         | 10         | 11         | 11         | 31,3       |
| Pune City / Hyderabad                    | India    | 2018. december 24.   | 2020. január 11.   | 20         | 4          | 5          | 11         | 20,0       |
| Southend United                          | Anglia   | 2021. április 9.     | 2021. október 9.   | 16         | 4          | 5          | 7          | 25,0       |
| Összesen                                 | Összesen | Összesen             | Összesen           | 548        | 191        | 152        | 205        | 34,9       |

## Eredmények

### Játékosként
- 1989 Sherpa Van Trophy

### Edzőként

#### Feljutás
- 2007–08: The Championship Rájátszás győztes (feljutás a Premier League-be) – Hull City

## Díjai
Hull City
- Premier League – A hónap edzője díj: 2008–2009[12]

## Magánélete
Brown házastársa Karen, aki harmadik felesége, és két gyermekük van, Jamie (született 1985-ben) és Sophie (született 2001-ben).